# Kustaanmiekka
Kustaanmiekka (suédois : Gustavssvärd, français : épée de Gustave) est une des huit îles du quartier de Suomenlinna à Helsinki en Finlande.

## L'île Kustaanmiekka
Kustaanmiekka est la plus méridionale des îles qui constituent suomenlinna.
De nos jours une étroite bande de terre la relie à sa voisine Susisaari.
Kustaanmiekka possède des parties significatives de la fortification de suomenlinna dont la Kuninkaanportti.
Selon la tradition orale l'île a été nommée en l'honneur du fils de Gustave III de Suède né pendant les travaux de fortification.
En 1919, le gouvernement de Finlande a décidé de garder le nom de l'île comme souvenir historique.

## Le détroit Kustaanmiekka
Le nom Kustaanmiekka identifie souvent aussi le détroit de Gustave finnois : Kustaanmiekan salmi qui est un détroit large de 81 m séparant les îles de Kustaanmiekka et de Vallisaari.
Par ce détroit passent tous les navires de voyageurs partant de l'Eteläsatama.

## Bâtiments
Les bâtiments fortifiés de Kustaanmiekka font partie du dispositif de fortification de Suomenlinna.
| Carte des bâtiments de l'île Kustaanmiekka (A)                    |
| Carte interactive de Suomenlinna (cliquer pour voir les détails). |

## Galerie

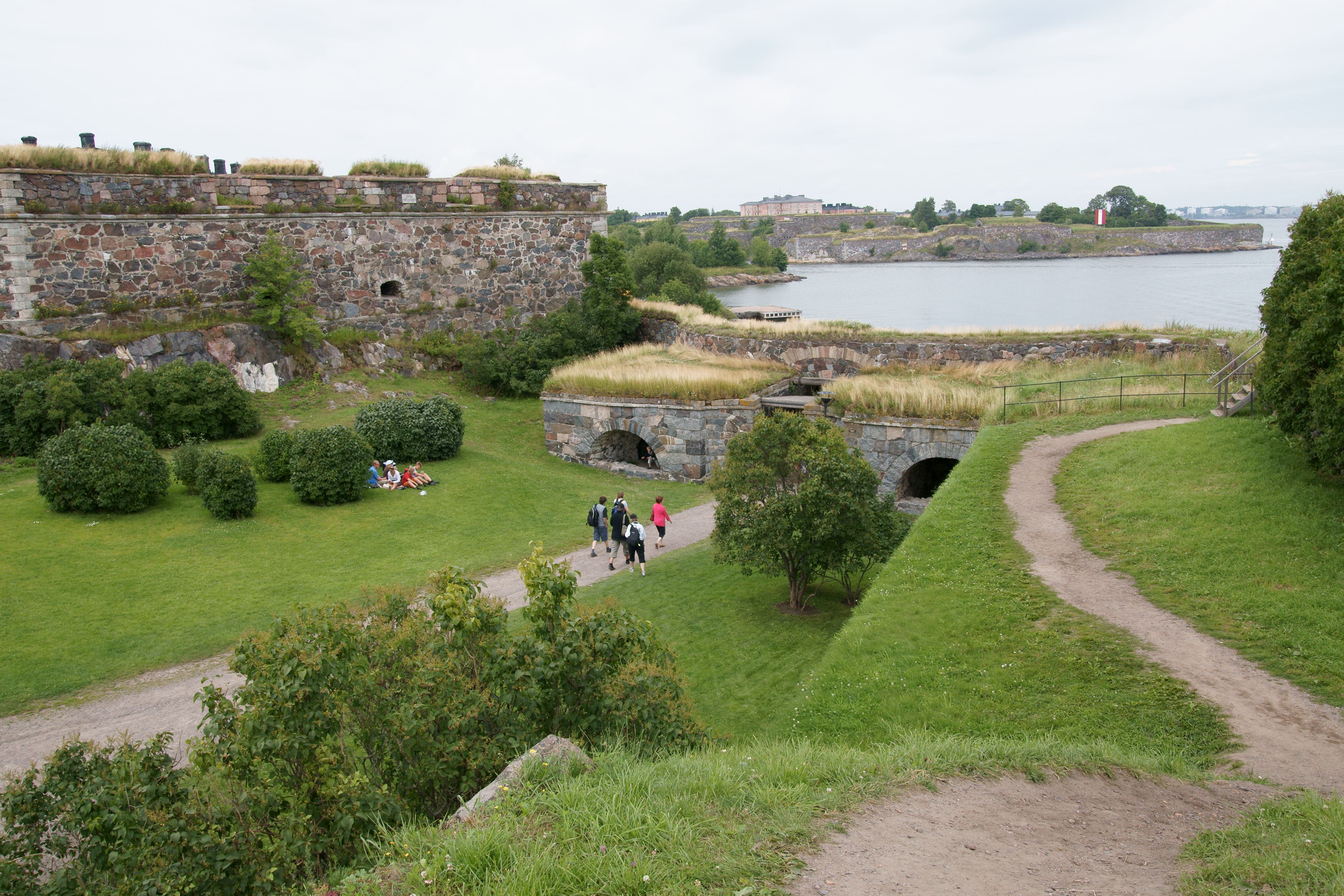
Kustaanmiekka
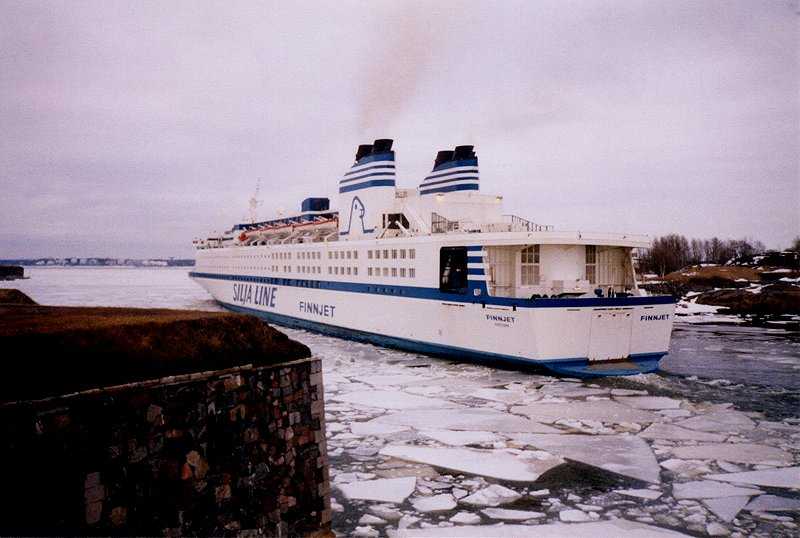
Un navire de Finnjet passant le détroit.
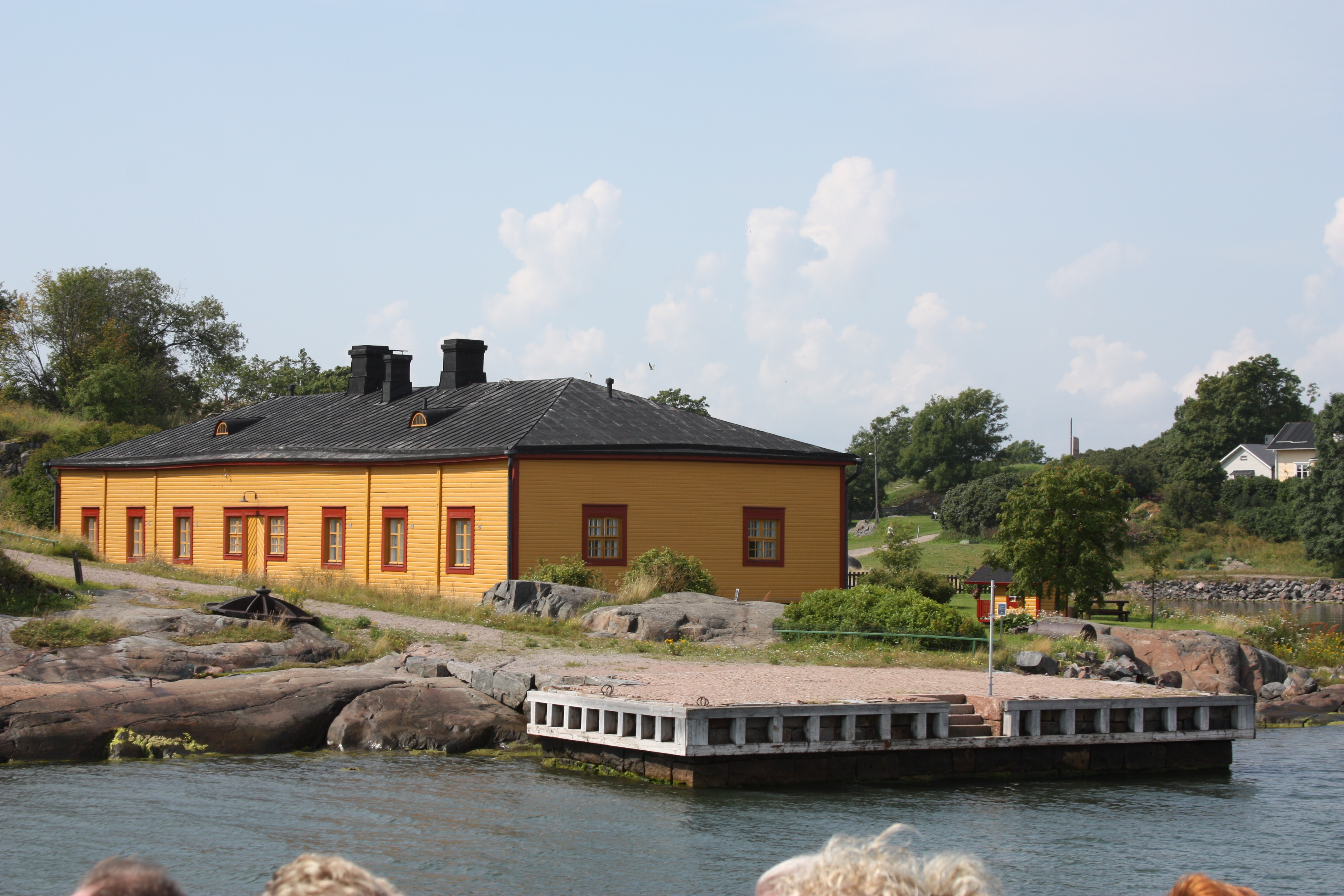
Le bâtiment A3.
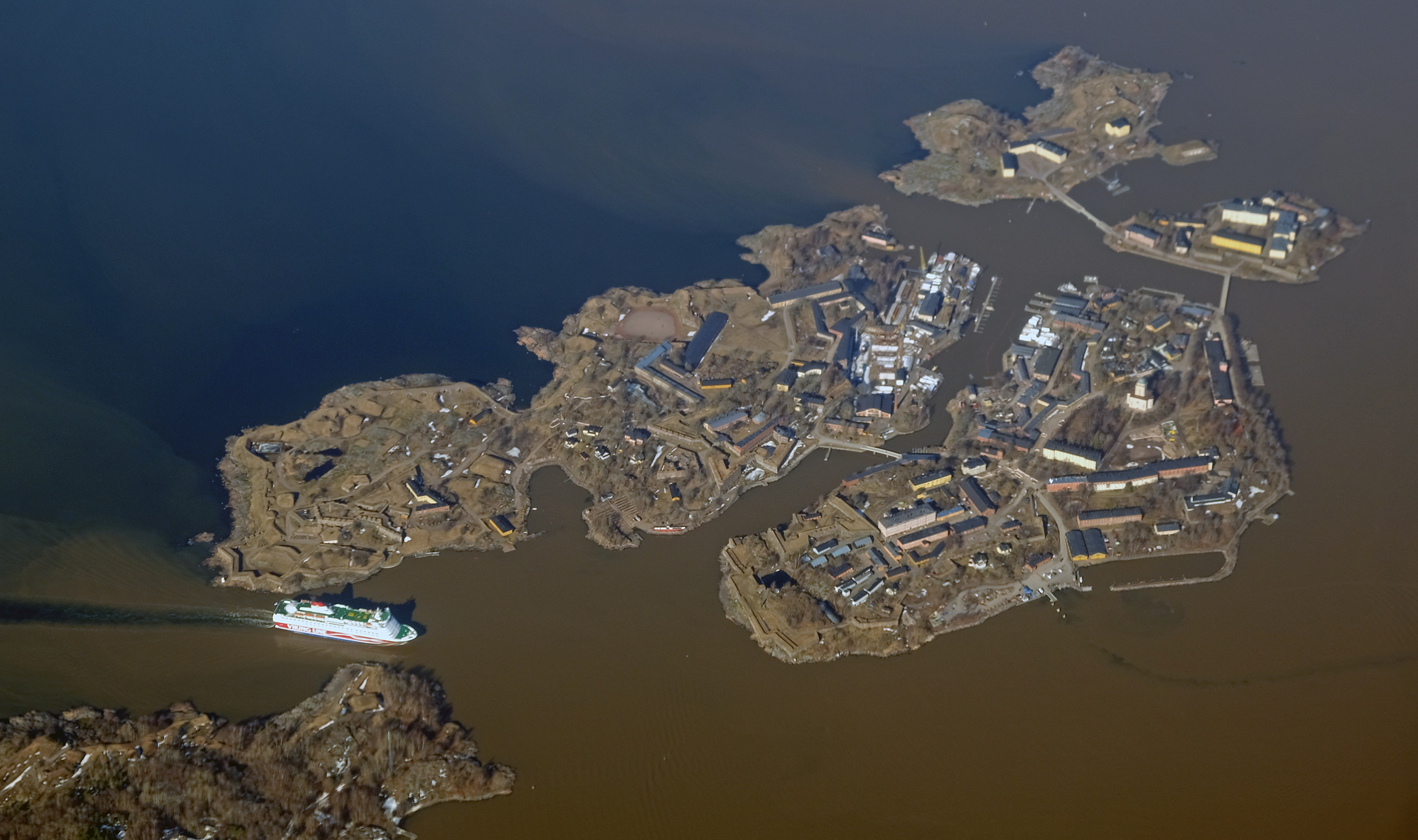
Vue aérienne des huit îles de Suomenlinna.

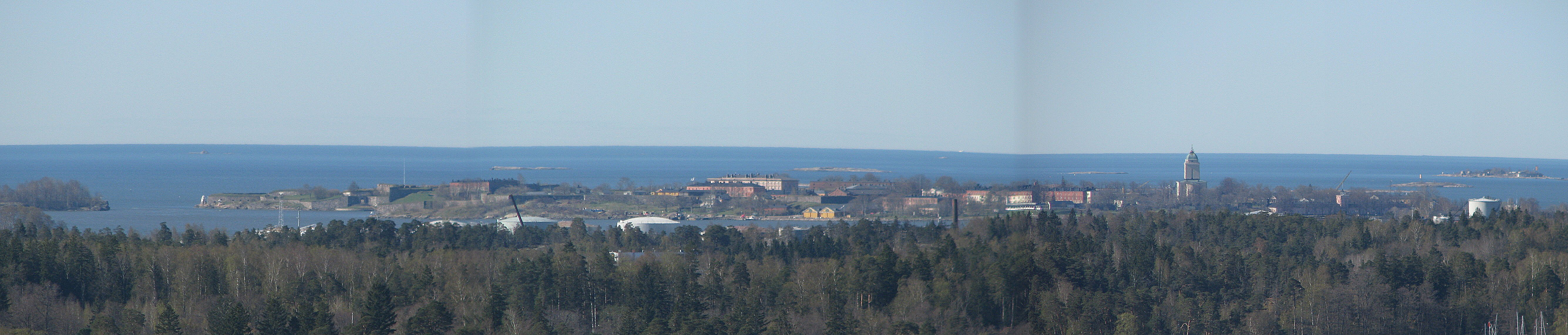
Suomenlinna vu du château d'eau de Roihuvuori, à gauche Kustaanmiekka.